# Bolesław Niemierko
Bolesław Niemierko (ur. 1935) – polski pedagog, nauczyciel akademicki, profesor. Autor licznych publikacji naukowych. Specjalizuje się w problematyce pomiaru dydaktycznego, dydaktyce ogólnej oraz metodologii badań pedagogicznych. Stworzył własną taksonomię celów nauczania.
Niemierko od 1988 r. był profesorem Wyższej Szkoły Pedagogicznej w Bydgoszczy (obecnie jest to Uniwersytet Kazimierza Wielkiego w Bydgoszczy), a następnie Uniwersytetu Gdańskiego. Od 1968 r. kierował Krajowym Ośrodkiem Międzynarodowego Towarzystwa Badania Osiągnięć Szkolnych (International Association for the Evaluation of Educational Achievement, w skrócie IEA). Obecnie jest wykładowcą SWPS Uniwersytetu Humanistycznospołecznego w Warszawie.

## Wybrane publikacje
- Diagnostyka edukacyjna (2021)
- Kształcenie szkolne. Podręcznik skutecznej dydaktyki (2007)
- Pomiar wyników kształcenia (2000)
- Między oceną szkolną a dydaktyką. Bliżej dydaktyki (1997)
- Pomiar sprawdzający w dydaktyce (1990)
- Cele i wyniki kształcenia (1988)